# Italská Riviéra

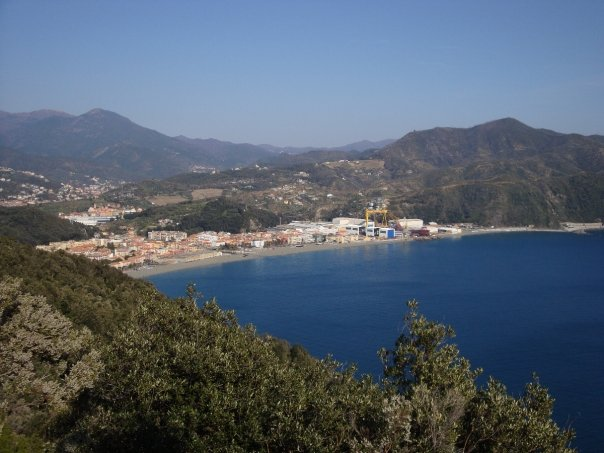
Sestri Levante

Italská Riviéra označuje pobřeží Ligurského moře od francouzských hranic k výběžku Toskánska. Úsek mezi Janovem a Toskánskem bývá nazýván Riviera di Levante, část od Janova k francouzským hranicím pak Riviera di Ponente. Společně s Francouzskou Riviérou tvoří původní riviéru, podle níž se jmenují i další pobřeží.
Riviéra je známá mírným podnebím ve všech ročních obdobích, a proto se řadí mezi známé rekreační oblastí. Nejznámější rekreační oblasti v Riviera di Ponente jsou Bordighera, Alassio, Diano Marina, Sanremo a Ventimiglia. Riviera di Levante je známá místy Portofino, Santa Margherita Ligure, Sestri Levante, Lerici a Cinque Terre.
Obzvlášť ve výběžku Riviery di Ponente v okolí San Rema se nacházejí charakteristická kvetoucí pole a květinové trhy, pro něž se oblasti přezdívá Riviera dei Fiori (kvetoucí riviéra).